# Pietro de Crescenzi

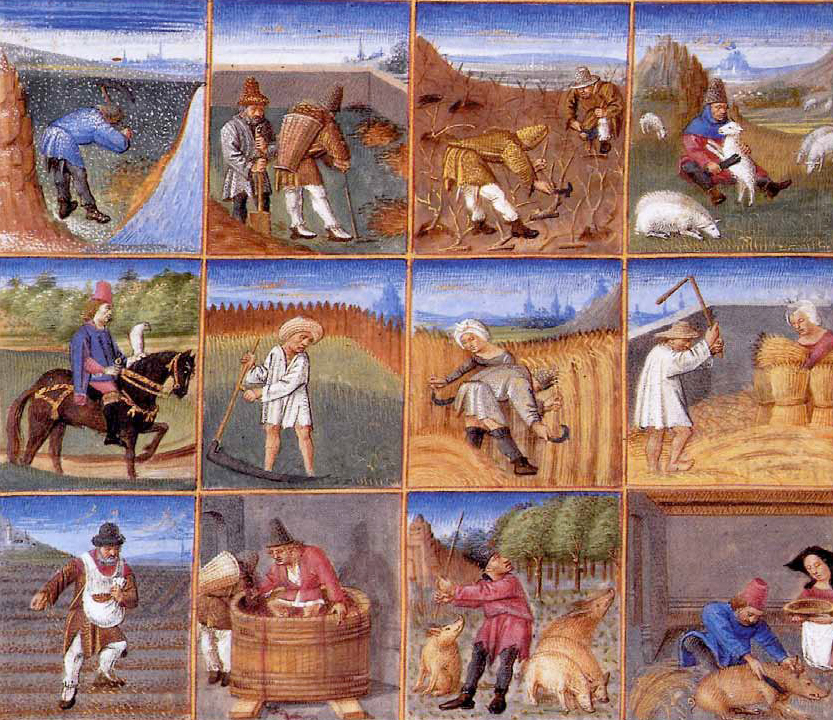
Miniatury z kalendarza Crescenziego

Pietro de Crescenzi (pol. Piotr Crescentyn), Crescentius (ur. 1230, zm. ok. 1320) – włoski prawnik, lekarz i przyrodnik z Bolonii, autor popularnego w średniowieczu i w dobie renesansu podręcznika rolnictwa Opus ruralium commodorum libri XII.

## Życiorys
Pietro de Crescenzi zdobył wykształcenie na Uniwersytecie Bolońskim w dziedzinie prawa, medycy, logiki i nauk przyrodniczych. W latach 1259–1299 był aktywnym prawnikiem i sędzią w Bolonii, po czym przeniósł się do swej podbolońskiej rezydencji, gdzie resztę życia spędził na doglądaniu swego majątku i pisarstwie. 
Jego najsłynniejszym dziełem jest Opus ruralium commodorum libri XII, w którym zawarł wiadomości z dziedziny agronomii, weterynarii i medycyny. W dziele tym oparł się zarówno na własnych doświadczeniach, jak i na autorach średniowiecznych i klasycznych, co świadczy o jego dobrej znajomości pism starożytnych. Opus ruralium... powstało między rokiem 1304 a 1309 i było dedykowane królowi Neapolu Karolowi II Andegaweńskiemu. Już w roku 1373 z rozkazu króla Francji Karola V Mądrego dokonano tłumaczenia dzieła na język francuski. Traktat Crescenziego był również pierwszym tekstem z dziedziny agronomii, który został wydany drukiem. Dokonał tego w roku 1471 w Augsburgu Johann Schüssler. W kolejnym stuleciu dzieło to doczekało się co najmniej 57 wydań w wielu językach europejskich i było przez długi czas jednym z najpoczytniejszych traktatów tego typu.

## Upamiętnienie
Dla jego upamiętnienia nadano naukową nazwę Crescentia rodzajowi dzbaniwo z rodziny bignoniowatych.